# Pierre Leroux
Pierre Henri Leroux (ur. 7 kwietnia 1797 w Paryżu, zm. 12 kwietnia 1871 tamże) – francuski filozof i ekonomista, członek Zgromadzenia Narodowego i Prawodawczego.

## Życiorys
Urodził się w Bercy pod Paryżem. Ojciec był rzemieślnikiem. Śmierć ojca zmusiła go do przerwania nauki i podjęcia pracy. Redagował De Globe i Revue indépendante. Był zwolennikiem karbonaryzmu i idei Saint-Simona. Ponieważ wystąpił przeciw zamachowi stanu dokonanemu przez Ludwika Napoleona Bonapartego zmuszony został do opuszczenia Francji. Do kraju wrócił po ogłoszeniu amnestii (1859). Uchodził za twórcę słowa socjalizm. Rozpropagował go we Francji gdy napisał w Revue indépendante artykuł O indywidualizmie i socjalizmie.

## Twórczość
- O równości (1838)
- O ludzkości (1840)
- O plutokracji (1848)[1].